# Sutton Benger
Sutton Benger è un villaggio e parrocchia civile nella contea dello Wiltshire, Inghilterra, 8 km a nord est di Chippenham. La parrocchia include il borgo di Draycot Cerne.
Nel Sondaggio dei Dialetti Inglesi, i dati provenienti dal villaggio indicano che il dialetto locale è uno dei più lontani dall'Inglese Standard.

## Posizione
Il Fiume Avon forma la maggior parte del confine est del villaggio.

## Governo locale
Draycot Cerne e Seagry, che precedentemente formavano parrocchie separate, furono unite a Sutton Benger nel 1934. Nel 1971 tutte le terre a nord della nuova M4 hanno ricreato la parrocchia di Seagry.

## Servizi
Il villaggio ha una scuola primaria, un ufficio postale e un ambulatorio medico.
La sala del villaggio ha un parco giochi e una zona giochi multiuso. Molti gruppi comunitari fanno uso della sala inclusi una scuola materna, Benger Bears, un gruppo di gioco e un gruppo di over 60.
La Chiesa Anglicana di Tutti i santi è classificata Grado II*. Ha origine nel XII secolo e una torre del XV secolo; fu fortemente restaurata nel 1851.

## Economia
Nel 2008 il Faccenda Group chiuse e trasferì il suo impianto di trattamento del pollo, con la seguente perdita di 450 posti di lavoro.